# Fujiwara no Tadataka
Fujiwara no Tadataka va ser un noble de la cort a finals del període Heian. El fill gran de Fujiwara no Mototaka, no conseller i membre de la família del Regent del clan Fujiwara del Nord. El seu rang oficial era Tercer Grau Junior i no conseller.

## Biografia
Va exercir un paper actiu com un dels ajudants de confiança més importants durant el període Toba Insei, incloent-hi servir com a secretari anual de l'Incho. També va gaudir de la falconeria i va destacar com a genet, convertint-lo en un home de gran estima en les arts marcials, i va tenir un contacte ampli amb guerrers com Taira no Tadamori. Shinzei també va lloar el seu gran personatge al seu "Honcho Seiki" (segle Honcho), dient: 
| « | "Després de servir com a governador de diversos països, la seva família era molt rica. Li agradaven els homes, els falcons i els gossos. Li encantava donar als altres, però no esperava res a canvi. El món estava inclinat davant la seva actitud". | » |

El seu quart fill, Nobuyori, va heretar l'amor de Tadataka per la guerra i més tard es va convertir en el líder de la Rebel·lió Heiji.

## Carrera oficial
- Tenei 2 (1111):
- Tamba no Kami 1114:
- A partir del cinquè rang 1116:
- Guàrdia dreta L'any 1118:
- Tajima no Kami, rang Shogo inferior El 1122, va ser ascendit al càrrec de general de comandament de la Guàrdia dreta i general de comandament de la guàrdia d'esquerra.
- 1124: Quart rang
- El primer any de Taiji (1126):
- A partir del 4t rang, Bichu-no-kami
- El 1127, va renunciar al càrrec de General Major de la Guàrdia Esquerra.
- El 1128, va ser ascendit al rang de Sho-sisè rang, rang inferior i Daizen-daifun.
- Tenjo 1r any (1131):
- Iyo no Kami 1139:
- Harima-no-kami El primer any de l'era Eiji (1141): Iyo no Kami va ser reelegit, i l'emperadriu Gong Liang
- El 1143, va dimitir del càrrec de Daizen-no-Daifu.
- El 1145: Cap del rang intern, quatre rangs superiors
- El 1148, esdevingué el tercer oficial de rang i el ministre del Secretariat Imperial.
- El 1149, va ser nomenat Gran Mestre del Palau de la Reina i Gran Secretari del pedigrí de Misaku.

## Nota
- En els darrers anys, els estudiosos han sospitat que en realitat és l'autor de Rokudai Shōjiki (六代勝事記).[1]

## Genealogia
- Pare: Fujiwara Mototaka
- Mare: Filla de Fujiwara Nagatada
- Esposa: Fujiwara Eiko -
  - filla de Fujiwara Akitaka, dama de companyia Masculina:
- Takanori Fujiwara Esposa:
  - Filla de Fujiwara Suetaka
  - Masculina: Fujiwara Motonari
  - Esposa: Fujiwara no Kimiko
  - No Fujiwara 1333 - Filla de Fujiwara 1359)
- Nen: Fujiwara Ieyori
  - Nens: Fujiwara Nobuyuki
  - Dona: dona de Konoe Motomi
  - Nens amb mares biològiques desconegudes
- Homes: Fujiwara Toshinari
- Homes: Fujiwara Nobuie
- Homes: Jinchū
- Dones: Sala Fujiwara Takaki